# Black Majesty
I Black Majesty sono un gruppo power metal australiano, formatosi nel 2001.

## Storia
La band si formò nel 2001 con il nome Kymera facendosi conoscere nei locali di Melbourne. La formazione della band comprendeva i chitarristi Steve Janevski e Hanny Mohamm, il bassista Cory Betts,  e il cantante John Cavaliere, tutti musicisti con contratti con altre band. Ben presto la band combiò nome nell'attuale Black Majesty. Nel 2002 fu registrato l'album The Sands of Time con l'etichetta tedesca LMP. Nel 2005 la band ha pubblicato il secondo album, Silent Company. Nel corso dell'anno 2007 la band a pubblicato il loro 3 disco intitolato Tomorrowland.

## Formazione
- John Cavaliere - voce
- Stevie Janevsky - chitarra e cori
- Hanny Mohammed - chitarra e tastiera

## Discografia

### EP
- Sands of Time (2002)

### Album in studio
- Sands of Time (2003)
- Silent Company (2005)
- Tomorrowland (2007)
- In Your Honour (2010)
- Stargazer (2012)
- Cross of Thorns (2015)
- Children of the Abyss (2018)